# Dormowo
Dormowo (prononciation : [dɔrˈmɔvɔ]) est un village polonais de la gmina de Międzychód dans le powiat de Międzychód de la voïvodie de Grande-Pologne dans le centre-ouest de la Pologne.
Il se situe à environ 8 kilomètres au sud de Międzychód (siège de la gmina et du powiat), et à 72 kilomètres à l'ouest de Poznań (capitale de la Grande-Pologne).

## Histoire
De 1815 à 1945, Dormowo fait partie de l'arrondissement de Meseritz dans le district de Posen au sein de la province de Posnanie.
De 1975 à 1998, le village faisait partie du territoire de la voïvodie de Gorzów.

Depuis 1999, Dormowo est situé dans la voïvodie de Grande-Pologne.